# Acropora gemmifera
Acropora gemmifera là một loài san hô trong họ Acroporidae. Loài này được Brook mô tả khoa học năm 1892.